# روجر فريني
روجر فريني (بالفرنسية: Roger Vrigny)‏ ولد في  19 مايو 1920 بباريس وتوفى في 16 أغسطس 1997 بليل. وهو كاتب فرنسي. حصل على جائزة فيمينا الأدبية عام 1963، وكان عضو بلجنة التحكيم بجائزة رينودو الأدبية.

## روابط خارجية
- روجر فريني على موقع IMDb (الإنجليزية)
- روجر فريني على موقع مونزينجر (الألمانية)
- روجر فريني على موقع قاعدة بيانات الفيلم (الإنجليزية)